# Фёдлово
Фёдлово — деревня в Волоколамском районе Московской области России. Относится к Ярополецкому сельскому поселению, до муниципальной реформы 2006 года относилась к Курьяновскому сельскому округу.

## Население
| 1852 | 1859 | 1926 | 2002 | 2006 | 2010 | 2013 |
| ---- | ---- | ---- | ---- | ---- | ---- | ---- |
| 73   | ↗74  | ↗75  | ↘0   | ↗2   | ↘1   | →1   |
| 2014 | 2015 | 2016 |      |      |      |      |
| →1   | ↗2   | ↘1   |      |      |      |      |

## Расположение
Деревня Фёдлово расположена примерно в 15 км к юго-западу от центра города Волоколамска. Ближайший населённый пункт — деревня Шебаново. Неподалёку от деревни Фёдлово берёт начало река Сезеневка. В деревне три улицы — Новая, Окружная и Старая, зарегистрировано два садовых товарищества.

## Исторические сведения
В «Списке населённых мест» 1862 года Федлово — владельческая деревня 1-го стана Волоколамского уезда Московской губернии по правую сторону Московского тракта, от границы Зубцовского уезда на город Волоколамск, в 15 верстах от уездного города, при речке Сизеневке, с 10 дворами и 74 жителями (33 мужчины, 41 женщина).
По данным на 1890 год входила в состав Бухоловской волости Волоколамского уезда, число душ мужского пола составляло 24 человека.
В 1913 году — 14 дворов.
По материалам Всесоюзной переписи населения 1926 года — деревня Лукьяновского сельсовета, проживало 75 жителей (35 мужчин, 40 женщин), насчитывалось 13 крестьянских хозяйств.
С 1929 года — населённый пункт в составе Волоколамского района Московской области.
В постсоветские годы постоянное население деревни невелико (около 1-2 человек). Большая часть домовладений являются дачами и принадлежат москвичам.